# Riera Gavarresa
La riera Gavarresa o la Gavarresa, és un curs fluvial nascut prop del pic de Griells, al terme municipal d'Alpens (Lluçanès), a uns 900 m d'altitud. Travessa amb una direcció nord - sud la comarca del Lluçanès, entra al Bages pel nord-oest de la comarca del Moianès, passa per Avinyó i desguassa a uns 240 m d'altitud per l'esquerra del Llobregat aigua amunt del Pont de Cabrianes, dins el terme municipal d'Artés. Rep les rieres de Lluçanès i de Relat, per la dreta, i la d'Oló i de Malrubí, per l'esquerra. El seu cabal té un marcat component estacional.
Àrea: 452 km² (ACA)